# Multipleks głębokościowy
Multipleks głębokościowy – to format zapisu dźwięku HiFi w magnetowidach VHS oraz S-VHS. Zapis stereofoniczny HiFi dokonywany jest za pomocą niezależnych od wizyjnych, głowic umieszczonych na bębnie wizyjnym. Sygnały obu kanałów o częstotliwościach 1,3 MHz oraz 1,7 MHz, są zapisane głębiej w warstwie magnetycznej niż sygnały wizyjne. Przesłuch między zapisem dźwięku a zapisem wizji wyeliminowano poprzez wprowadzenie różnych kątów nachylenia szczelin poszczególnych głowic. Dodatkowe ścieżki HiFi w praktyce nie zakłócają obrazu. Uzyskane pasmo przenoszenia: 20Hz-20000Hz, zakres dynamiki powyżej 90dB. Wady tego zapisu to chwilowe zaniki fonii HiFi przy zagiętej taśmie lub na kasetach typu standard (preferowane do zapisu HiFi są kasety oznaczone High Grade lub HiFi).
Taśmy zapisane w HiFi są kompatybilne ze standardowym VHS mono; dźwięk mono liniowy zapisywany jest zawsze.
W systemie S-VHS zawsze stosowany jest zapis HiFi równolegle z zapisem mono.
Inne formaty zapisu dźwięku HiFi w magnetowidach domowych:
- PCM na przedłużeniu ścieżki wizyjnej w formacie Video8 oraz Hi8. Kąt opasania bębna powiększony o kilka stopni
- Analogowo FM razem z sygnałem wizji Betamax HiFi, Video8, Hi8
- PCM niezależnie od fonii HiFi FM, przy użyciu dodatkowego dekodera PCM Betamax. Betamax HiFi PCM stosowany był często jako   najwyższej klasy magnetofon studyjny.